# Hyundai Global 900
Hyundai Global 900 — серия коммерческих автобусов большой вместимости производства Hyundai Motor Company. За основу модели был взят городской коммерческий автобус Hyundai Aero City, конкурентами являются Kia AM, Daewoo BS090 и Daewoo BM090.

## История
Первое поколение Hyundai Global 900 производилось с 2002 по 2010 год со следующими двигателями: дизельными Mercedes Benz OM906LA, Hyundai DB9A/D6GB и газовыми Hyundai C6AB. Оно состояло из моделей Global 900 (2002—2004) и New Global 900 (2004—2010), который был отреставрирован в 2008 году. Современная версия Green City производится с 2010 года. Газовая версия теперь имеет двигатель Hyundai G240 экологического класса Евро-4.

## Модельный ряд
- Городской автобус (LM-C)
  - LM-EC (Городской автобус)
  - LM-FC

- Междугородний автобус/Частный (LM-A)
  - LM-GA
  - LM-AA